# Tezenska Dobrava
Tezenska dobrava je oznaka za valovit ravninski svet, deloma prerasel z drevjem. V času med 1. in 2. svetovno vojno je vzhodno od Tezna ter južno in severno od Ptujske ceste nastalo naselje majhnih zasilnih bivališč(barak), in sicer na ozemlju precej oddaljene vasi Razvanje, saj so se prebivalci le tako izognili strogim mestnim gradbenim predpisom. Zato so hiše v tistem času imele krajevne oznake sicer precej oddaljenega Razvanja. Med okupacijo so poimenovali posamezne ulice in oštevilčili hiše. V jugovzhodnem delu naselja med železnico in Ptujsko cesto so Nemci zgradili veliko tovarno letalskih delov iz katerih je po vojni nastal TAM (tovarna avtomobilov in motorjev). Leta 1945 so naselje poimenovali Tezenska Dobrava, ime Limbuška Dobrava pa je veljalo za Damiševo naselje. Leta 1947 so vse ulice dobile nova imena.